# Prodajus curviabdominalis
Prodajus curviabdominalis är en kräftdjursart som beskrevs av Shimomura, Ohsutka och Takashi Naito 2005. Prodajus curviabdominalis ingår i släktet Prodajus och familjen Dajidae.
Artens utbredningsområde är havet kring Japan. Inga underarter finns listade i Catalogue of Life.